# ユリアン・バウムガルトリンガー
ユリアン・バウムガルトリンガー（Julian Baumgartlinger, 1988年1月2日 - ）は、オーストリア・ザルツブルク州ザルツブルク市出身の元プロサッカー選手。現役時代のポジションはMF。元オーストリア代表。

## 経歴
ザルツブルクから北約20kmの郊外にあるマットゼーで育ち、5歳の時に地元クラブのUSCマットゼーでサッカーを始める。その後2001年に13歳でドイツへ渡り、TSV1860ミュンヘンのユースチームに加入。
2009年夏、オーストリア・ブンデスリーガのFKアウストリア・ウィーンと2012年までの契約を結んだ。母国へ戻った2年間は、クラブのレギュラーとして、またオーストリア代表チームのレギュラーとして活躍した。このことがドイツ・ブンデスリーガの1.FSVマインツ05の注目を集め、2011年夏に移籍。15/16シーズンにはクラブキャプテンを務めた。
2016年5月19日、バイエル・レバークーゼンと4年の契約を結んだことが発表された。 2019年10月、同クラブと2021年6月まで契約を延長、2021年2月、さらに2022年6月30日まで契約を延長すると発表された。2022年3月にレバークーゼンは今期限りでバウムガルトリンガーが退団することを発表。同年5月14日の21/22シーズン最終節SCフライブルク戦にて退団セレモニーが行われ、同じく今期限りでスポーツディレクターを引退するルディ・フェラーとともに送り出された。
2022年8月16日、FCアウクスブルクと1年の契約を結んだ。
2023年7月24日、現役引退を表明した。

## 代表歴
2003年のU-16に召集されて以降、各年代のオーストリア代表に選出されている。2009年にはU-21代表チームのキャプテンを務めた。2009年9月9日、ワールドカップ予選のルーマニア代表戦でA代表デビュー。2014年6月3日のチェコとの親善試合で代表初ゴールを決めた。
UEFA EURO2016では代表として3戦すべてで先発するも、チームはグループステージを最下位で敗退した。
2016年8月、クリスティアン・フックスの後任としてキャプテンに就任した。
2021年5月、UEFA EURO2020のメンバーとして招集された。しかし1月23日のVfLヴォルフスブルク戦で左膝の前十字靱帯を損傷し復帰途中であり、グループステージ初戦の北マケドニア戦にて後半アディショナルタイムからのわずかな出場だけにとどまった。チームはベスト16で優勝国のイタリアに敗れたが、EURO初勝利（北マケドニア戦）や初めてグループステージを突破するなど、オーストリア代表史に残る成果を上げた。